# William Willard Ashe
William Willard Ashe est un sylviculteur et botaniste américain né le 4 juin 1872 à Raleigh, en Caroline du Nord, et mort le 18 mars 1932 à Washington (district de Columbia). Il est un pionnier de la culture en terrasses en Caroline du Nord, un militant pour la prévention des feux de forêts ainsi qu’un gestionnaire efficace de celles-ci. C’est aussi un prolifique systématicien en botanique.

## Biographie[2]

### Jeunesse et études
William Willard Ashe naît à Raleigh, en Caroline du Nord, le 4 juin 1872. Il est l'aîné d'une fratrie de 9 enfants. Il habite la vaste maison ancestrale de sa famille, appelée Elmwood (« bois d’orme » en français). Sa mère s'appelle Hannah Emerson Willard Ashe. Son père, le capitaine Samuel A'Court Ashe, est vétéran de la guerre de Sécession américaine et est issu d'une famille notable de Caroline du Nord, comptant notamment le gouverneur Samuel Ashe et le membre du Congrès William Shepperd Ashe. Elmwood est sise au milieu d’une propriété de 4000 mètres carrés abritant une flore riche en espèces indigènes et cultivées. Décrit comme un « naturaliste inné », le jeune William Willard Ashe a tôt fait de démontrer une grande facilité en dessin et en menuiserie.
Il prépare son entrée à l’université en étudiant le latin, les mathématiques, l’anglais et, sous l’égide de sa tante, la botanique. En 1888, il brille par ses connaissances en botanique à son examen d’entrée à l’université de Caroline du Nord. Durant ses années d’université, il s’intéresse brièvement à la géologie et la médecine. Il collige les spécimens biologiques (oiseaux et plantes surtout) avec un enthousiasme tel qu’il lui faut ériger un petit entrepôt de deux étages pour les accueillir. Il reçoit son baccalauréat en 1891, et décroche une maîtrise à Cornell l’année suivante.

### Carrière
Dès l’été 1891, le géologue d’état Joseph Austin Holmes, chargé du tout nouveau North Carolina Geological Survey, confie à William Willard Ashe un poste d’assistant au sein de l’organisme. Jusqu’en 1894, Ashe étudie les caractéristiques et la distribution des forêts de la Caroline du Nord. En 1897, il prépare avec Gifford Pinchot le Geological Survey Bulletin No. 6, considéré à l’époque comme une des meilleures descriptions des ressources forestières de l’état. En 1895, Ashe publie un premier traité sur les feux de forêt, portant notamment sur leurs mécanismes, leur dévastation et leur prévention, ainsi que sur la législation pertinente. Il entame en 1898, pour le compte du département de l’Agriculture des États-Unis, une étude détaillée du pin à l’encens (Pinus taeda) en Caroline du Nord, qui aboutit à une publication très remarquée 17 ans plus tard. Vers la fin du XIXe siècle, Ashe s’intéresse aussi à l’exploitation forestière de zones impropres à l’agriculture, incluant les marécages et certaines berges inondables.
En 1900 et 1901, l’attention du sylviculteur se porte sur les forêts des Appalaches du Sud. Son rapport contribue à en faire des Forêts nationales, mais au prix d’efforts considérables consentis notamment par Joseph Austin Holmes, le tout culminant avec la promulgation du Weeks Act en 1911.
En 1907, le State Geological and Economic Survey, récemment formé, offre un poste permanent à William Willard Ashe. En 1908, toujours très actif sur le terrain, il publie deux courts rapports portant sur les arbres d’ombrage et sur l’agriculture en terrasses. Ashe est un des tout premiers scientifiques à encourager les fermiers à contrôler l’érosion.
En 1909, il remet sa démission après 18 ans à l’emploi du Survey. Il a été le premier sylviculteur de Caroline du Nord. Sa carrière est marquée par un désir soutenu de protection et de gestion efficace des ressources forestières de l’état, notamment par la prévention diligente des feux de forêts. Ce n’est cependant qu’en 1915 que ceci se traduit par les lois adéquates.
Ashe est désormais employé par le gouvernement fédéral américain. Il poursuit son travail sylvicole, conseillant les propriétaires et les bûcherons sur la gestion des forêts pour la production de bois, et parvient au poste de Secretary of the National Forest Reservation Commission. Il achète des parcelles aux propriétaires pour les rattacher aux Forêts nationales. Il s’emploie ensuite à évaluer de plus grandes étendues de forêts. Exceptionnellement doué pour estimer la valeur économique des forêts, il épargne des sommes considérables au gouvernement américain.
La carrière de William Willard Ashe est riche en accomplissements scientifiques, malgré le temps qu'il a consacré aux tâches administratives. Il est auteur ou co-auteur de quelque 170 documents portant sur la valeur économique des forêts, leur gestion et la législation pertinente, sur l'acquisition des forêts pour les rattacher au domaine public, sur la dendrologie et l'érosion des sols. Il a milité pour la conservation des forêts et leur protection des feux. Il a également contribué à l'adoption du gemmage traditionnel pour la production de térébenthine, une technique moins destructrice que ce qui se faisait jusqu'alors.

### Vie privée
William Willard Ashe est d'allégeance politique démocrate et appartient à l'Église épiscopalienne des États-Unis. Il se marie en 1906 avec Margaret Henry Wilcox, une veuve et cousine éloignée. Ils n'ont pas d'enfants, mais sa femme en a de par son mariage précédent.
William Willard Ashe meurt le 18 mars 1932 à Washington (district de Columbia), à l’âge de 59 ans, à la suite d'une troisième opération pour une hernie subie lors d'une excursion.

## Contributions à la botanique

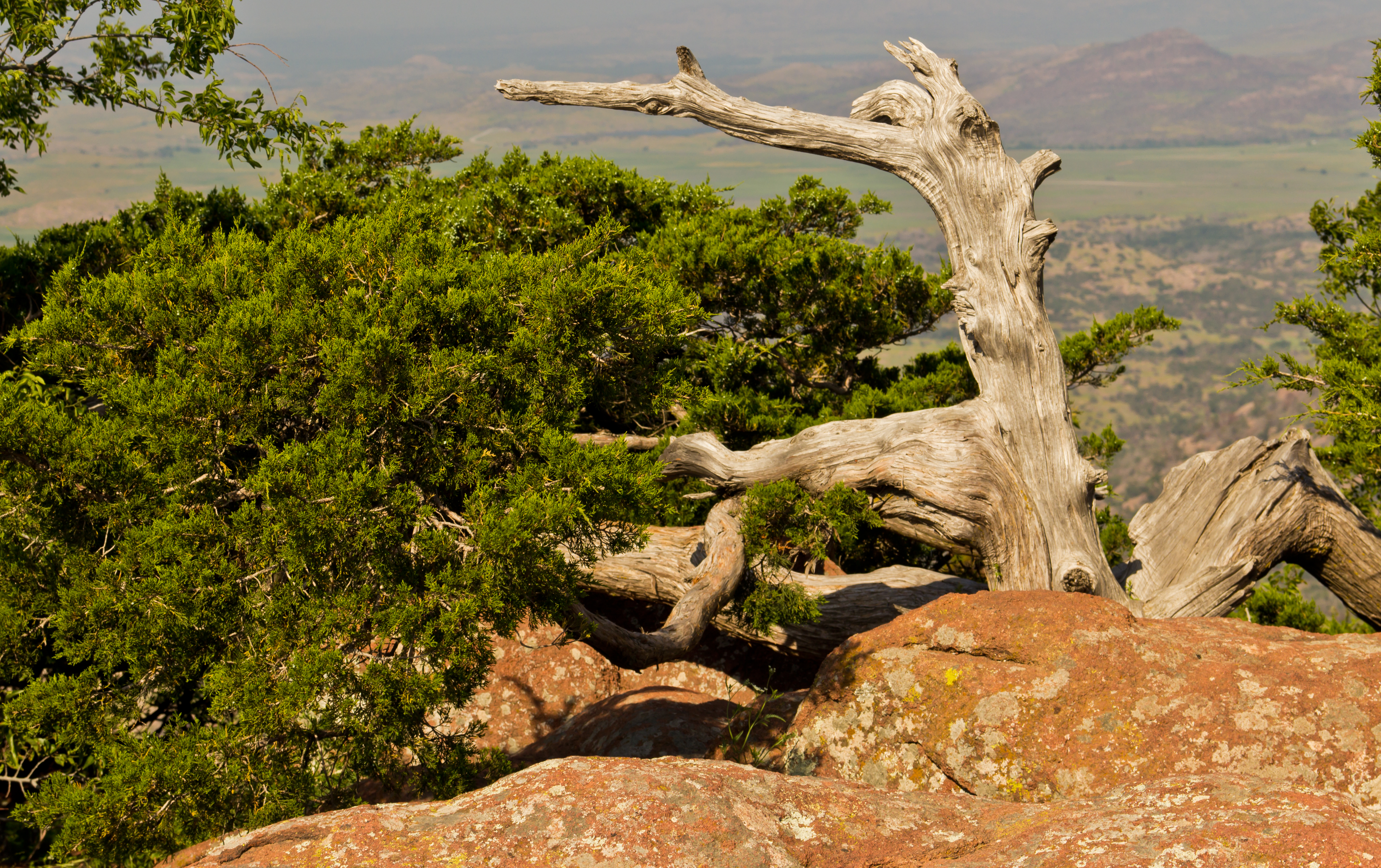
Juniperus ashei (génévrier d'Ashe) photographié dans le refuge faunique Wichita Mountains.

William Willard Ashe est un botaniste prolifique, intéressé notamment par la systématique. Il possède un regard aiguisé capable de distinguer de subtiles variations dans la morphologie des plantes. Toute sa vie adulte, il observe, collige et annote des spécimens, à temps perdu ou dans le cadre professionnel, en particulier lorsqu’il s’agit de plantes ligneuses des états du sud-est américain. À sa mort en 1932, Ashe est l’auteur de 510 taxons, dont 177 du genre Crataegus (les aubépines). Il faut noter que plusieurs de ces taxons sont devenus des synonymes.
Son nom et celui de sa femme Margaret ont été immortalisés dans plusieurs taxons botaniques, notamment Juniperus ashei Buchholz et Quercus margarettae.

### Ouvrages choisis[5]
- Forest fires: Their destructive  work, causes and prevention. North  Carolina Geological Survey Bulletin no. 7. Raleigh, North Carolina: J.  Daniels, 1895. (disponible en ligne)
- Timber trees and forests of  North Carolina. (With Gifford  Pinchot.) North Carolina Geological Survey Bulletin no. 6. Raleigh: Winston  & Stewart, 1897. (disponible en ligne)
- Loblolly, or North Carolina pine. Raleigh: Edwards & Broughton, 1915.
- Shade trees for North Carolina. North Carolina Geological and Economic Survey  Bulletin no. 16. Raleigh: E.M. Uzell, 1908.
- Reserved Areas Of Principal Forest Types As a Guide in Developing an American Silviculture, Journal of Forestry 20:276–83.